# ديدرك (بنستان)
دیدرك (بالفارسية: دیدرک) هي قرية تقع في إيران في قسم بنستان الريفي. يقدر عدد سكانها بـ 7 نسمة .